# Казе Телан (Порденоне)
Казе Телан је насеље у Италији у округу Порденоне, региону Фурланија-Јулијска крајина.
Према процени из 2011. у насељу је живело 14 становника. Насеље се налази на надморској висини од 89 м.